# Diana Martín Giménez
Diana Martín Giménez (Madrid, 1 d'abril de 1981) és una atleta de mig fons, especialitzada en 3000 metres obstacles. Ha participat en la seva especialitat en els Jocs Olímpics de 2012, quedant eliminada en la primera ronda amb un temps de 9:35.77. Dos anys després, en el campionat d'Europa va aconseguir la medalla de bronze amb un temps de 9:30.70, la seva millor marca personal en els 3000 m obstacles.

## Resultats en competicions internacionals
| Any  | Competició             | Lloc          | Lloc   | Disciplina       | Marca    |
| 2006 | Campionat d'Europa     | Goteborg      | 14é(s) | 3000 m obstacles | 9:47.52  |
| 2007 | Universíades           | Bangkok       | 6é     | 3000 m obstacles | 10:05.22 |
| 2007 | Campionat Mundial      | Osaka         | 24é(s) | 3000 m obstacles | 9:53.88  |
| 2009 | Campionat Mundial      | Berlín        | 26é(s) | 3000 m obstacles | 9:42.39  |
| 2010 | Campionat Iberoamericà | Sant Fernando | 3r     | 3000 m           | 9:06.53  |
| 2011 | Campionat Mundial      | Daegu         | 24é(s) | 3000 m obstacles | 10:04.59 |
| 2012 | Campionat d'Europa     | Hèlsinki      | 8é     | 3000 m obstacles | 9:45.36  |
| 2012 | Jocs Olímpics          | Londres       | 21é(s) | 3000 m obstacles | 9:35.77  |
| 2013 | Campionat Mundial      | Moscou        | 11é    | 3000 m obstacles | 9:49.03  |
| 2014 | Campionat d'Europa     | Zúric         | 3r     | 3000 m obstacles | 9:30.70  |
| 2016 | Campionat d'Europa     | Amsterdam     | 8é     | 3000 m obstacles | 9:43.65  |